# 립의 4각 얼음 상수
립(Lieb)의 4각 얼음 상수(Lieb's square ice constant)는 격자 그래프의 오일러 트레일(한붓그리기)를 정량화하기 위해 조합론 (combinatorics) 분야에서 사용되는 수학 상수다.  Elliott H. Lieb에 의해 1967년에 소개되었다.
{\displaystyle \lim _{n\to \infty }{\sqrt[{n^{2}}]{f(n)}}=\left({\frac {4}{3}}\right)^{\frac {3}{2}}={\frac {8{\sqrt {3}}}{9}}=1.5396007\dots }
{\displaystyle n\times n}격자 그래프 (주기적인 경계 조건과 {\displaystyle n\geq 2})는 {\displaystyle n^{2}}개의 정점과 {\displaystyle 2n^{2}} 개의 엣지를 갖는다. 그것은 4각 정방형이며, 각 정점에는 정확하게 네 개의 이웃이 있다. 이 그래프의 방향성은 각 가장자리에 방향을 지정하는 것이다. 각 정점에 정확하게 두 개의 들어오는 가장자리와 정확히 두 개의 나가는 모서리를 제공하면 이것은 오일러 방향(오일러 트레일)이다. 이 그래프의 오일러 방향의 수를 {\displaystyle f(n)}로 나타낸다. 이때 립(Lieb)의 상수는 중요한 역할을 한다.
{\displaystyle L_{b}={\sqrt {\left({{4} \over {3}}\right)^{3}}}}

## 같이 보기
- 스핀 아이스
- Ice-type model
- 수학 상수